# غوستافو رودريغيز إغليسياس
غوستافو رودريغيز إغليسياس (بالإسبانية: Gustavo Rodríguez Iglesias)‏ هو دراج إسباني، ولد في 16 سبتمبر 1979 في توي في إسبانيا.

## وصلات خارجية
- غوستافو رودريغيز إغليسياس على موقع الاتحاد الدولي للدراجات (الإنجليزية)
- غوستافو رودريغيز إغليسياس على موقع أرشيف الدراجات (الإنجليزية)
- غوستافو رودريغيز إغليسياس على موقع إحصائيات الدراجات الإحترافية (الإنجليزية)
- غوستافو رودريغيز إغليسياس على موقع نسبة الدراجات (الإنجليزية)
- غوستافو رودريغيز إغليسياس على موقع اتحاد الترياتلون الدولي (الإنجليزية)